# Give It 'Till It's Gone
Albums de Ben Harper
Live from the Montreal International Jazz Festival
Give Till It's Gone est le dixième album solo de Ben Harper, sorti  le 17 mai 2011. Ben Harper a effectué l'enregistrement de cet album au Printemps 2010. C'est le deuxième album studio enregistré avec le groupe Relentless 7, bien que cette fois-ci, seul le nom de Ben Harper apparaisse sur la pochette de l'album. Parmi les différents morceaux, deux ont été réalisés avec Ringo Starr, l'ancien batteur des Beatles, et se nomment "Spilling Faith" et "Get There From Here". Aussi, Ben Harper a collaboré avec le guitariste Jackson Browne sur le morceaux "Pray that our love sees the dawn".

## Titres
| No  | Titre                            | Durée |
| --- | -------------------------------- | ----- |
| 1.  | Don't Give Up On Me Now          |       |
| 2.  | I Will Not Be Broken             |       |
| 3.  | Rock N' Roll Is Free             |       |
| 4.  | Feel Love                        |       |
| 5.  | Clearly Severely                 |       |
| 6.  | Spilling Faith                   |       |
| 7.  | Get There From Here              |       |
| 8.  | Pray That Our Love Sees The Dawn |       |
| 9.  | Waiting On A Sign                |       |
| 10. | Dirty Little Lover               |       |
| 11. | Do It For You, Do It For Us      |       |